# Von guten Mächten

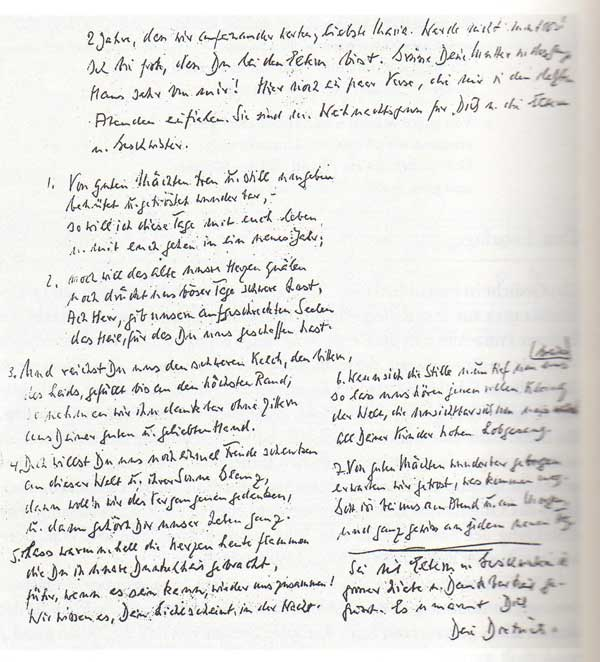
Von guten Mächten, Autograph Dietrich Bonhoeffers

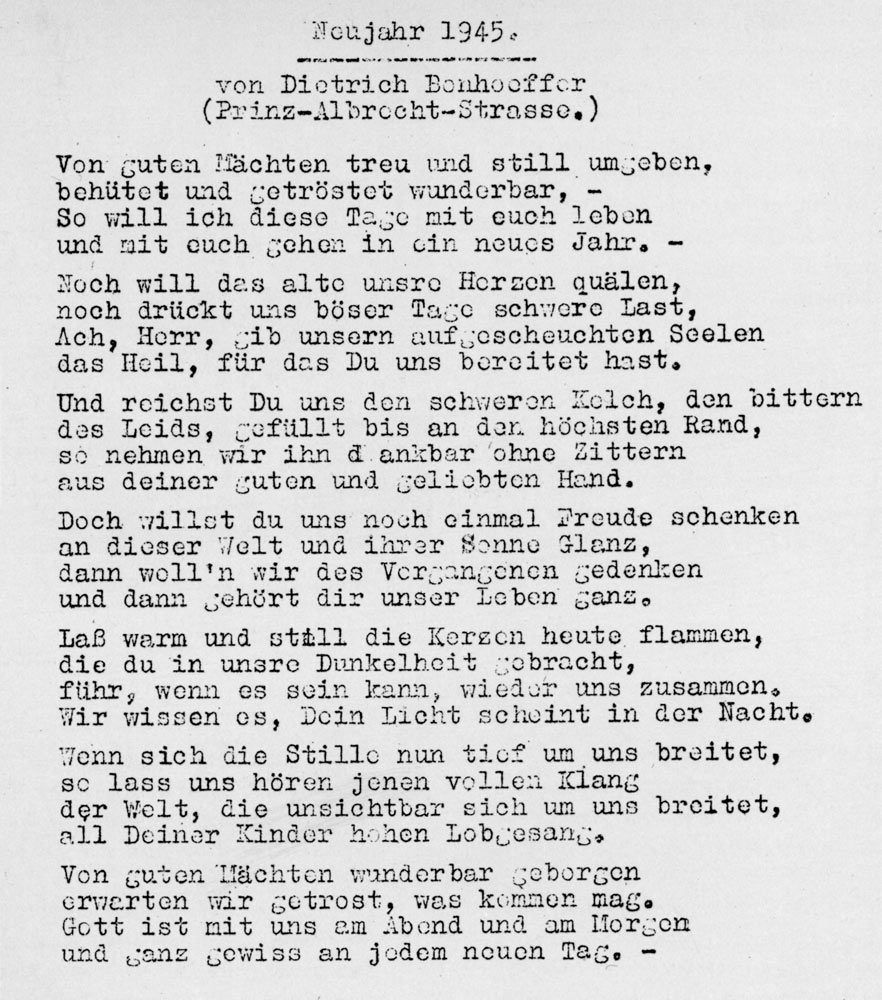
Transcription dactylographiée de 1945, dont le texte était considéré comme authentique jusqu’en 1988

Von guten Mächten treu und still umgeben (« Entouré de bonnes puissances fidèles et silencieuses ») est un poème spirituel du théologien protestant et résistant anti-nazi Dietrich Bonhoeffer. Écrit en décembre 1944 alors qu’il était sous la garde de la Gestapo, c’est le dernier texte théologique de Bonhoeffer avant son exécution le 9 avril 1945. Aujourd’hui, c'est un chant spirituel très chanté dans la communauté germanophone. Le vers final, Von guten Mächten wunderbar geborgen (« Merveilleusement protégé par les bonnes puissances »), est également courant sur les cartes de vœux, les bougies et autres objets de piété, ainsi qu’une devise funéraire.

## Origine
Bonhoeffer, opposant éminent au régime, a été incarcéré dans différentes prisons depuis le 5 avril 1943. Les notes qu’il a prises en détention révèlent une nouvelle dimension de sa pensée théologique. En été 1944, vers l’époque de l’attentat du 20 juillet, il commença également à écrire des poèmes.
Le 8 octobre 1944, il fut transféré dans le cadre du 20 juillet à la prison souterraine du Reichssicherheitshauptamt à Berlin, Prinz-Albrecht-Strasse 8. C'est de là qu'il écrivit le 19 décembre 1944 à sa jeune fiancée Maria von Wedemeyer, ajoutant à sa lettre « quelques versets qui me sont venus à l'esprit ces derniers soirs «, comme « vœux de Noël pour toi et pour les parents et les frères et sœurs ». Ce poème se référait également à sa propre situation – il devait s'attendre à être exécuté – et à celle de sa famille dans le contexte inavoué du régime nazi et de la guerre. Son frère Klaus ainsi que ses beaux-frères Hans von Dohnanyi et Rüdiger Schleicher étaient emprisonnés, son frère Walter était tombé au combat, sa sœur jumelle Sabine était partie à l'étranger avec son mari juif Gerhard Leibholz. Sa relation de fiançailles ne consistait pratiquement qu'en un contact épistolaire sporadique et censuré. Au début de la lettre, Bonhoeffer écrivait :

« C’est comme si, dans la solitude, l’âme se développait en organe, ce que nous ne connaissons guère dans la vie quotidienne. Ainsi, je ne me suis jamais sentie seule et abandonnée un seul instant. Toi et les parents, vous tous, les amis et les élèves sur le champ, vous êtes toujours pleinement présents à mes côtés. Vos prières et vos bonnes pensées, vos paroles bibliques, des conversations passées depuis longtemps, des compositions musicales, des livres prennent vie et réalité comme jamais auparavant. C’est un grand royaume invisible dans lequel on vit et dont la réalité ne fait aucun doute. Si la vieille comptine dit des anges : ‘deux qui me couvrent, deux qui me réveillent’, cette protection le soir et le matin par de bonnes puissances invisibles est quelque chose dont nous, les adultes, n’avons pas moins besoin aujourd’hui que les enfants. »

— Dietrich Bonnhoefer, Brautbriefe
Le contexte épistolaire explique pourquoi le poème commence par la forme d’adresse interpersonnelle (« je ... avec vous »), pour ne devenir une prière du « nous » qu’au cours de la deuxième strophe. Bien qu’il soit désigné comme une salutation de Noël, le texte ne fait pas référence à la naissance de Jésus, mais se tourne vers la fin de l’année et l’avenir incertain qui, malgré tous les dangers réels, est déterminé par la providence et l’amour de Dieu. Le point de départ et le point d’arrivée est la confession de confiance dans les « bonnes puissances » dont Dieu entoure et réconforte les croyants.

## Histoire de la transmission
Les lettres de Bonhoeffer à sa fiancée n’étaient pas, par leur nature, destinées à être publiées. Cependant, Maria von Wedemeyer a probablement fait une copie du poème pour les parents de Dietrich et le reste de la famille à Noël 1944. C’est sur cette base que se fonde une transcription hectographiée, publiée pour la première fois dans l’ouvrage commémoratif œcuménique Dietrich Bonhoeffer : Le témoignage d’un messager, paru à Genève en 1945, qui a été intégrée dans le célèbre recueil de lettres de Bonhoeffer, Résistance et résignation (1951), d’Eberhard Bethge, et qui a été considérée comme authentique jusque dans les années 1980. Elle s’écarte de l’original à quatre endroits (voir ci-dessous). Toutes les versions des chants ont ensuite suivi ce texte.
Ce n’est qu’en 1988 que la lettre originale de Bonhoeffer est devenue accessible au public ; elle constitue la base de la publication dans l’édition critique Dietrich Bonhoeffer Werke, volume 8 (1998). En commençant par le Evangelisches Gesangbuch de 1993, la plupart des recueils de chants contiennent depuis lors la version textuelle de l’autographe.

## Forme
Le poème est conçu en strophes, contrairement à d’autres textes poétiques de Bonhoeffer de cette époque. Les sept strophes sont numérotées dans l’autographe comme un cantique, mais peut-être uniquement pour garantir l’ordre dans l’espace restreint de la feuille. Le mètre – quatre lignes pentagonales, iambiques, rimées – ne correspond à aucune mélodie de cantique en usage à l’époque. Le début personnel dérange dans le cadre d’une utilisation paroissiale. La première mise en musique (Otto Abel 1959) ne concernait que la dernière strophe (initialement avec la répétition de la deuxième paire de lignes). Néanmoins, le chant collectif de toutes les strophes confirme l’aspect général et confessionnel dans lequel Bonhoeffer fait déboucher son expérience individuelle et irremplaçable du tourment et de la consolation.

## Texte
| La version texte du Evangelisches Gesangbuch est, à quelques différences près dans la ponctuation, celle de l’autographe de Bonhoeffer :                                          | Interprétation française par pasteur Yves Kéler, : |
| 1. Von guten Mächten treu und still umgeben, behütet und getröstet wunderbar, so will ich diese Tage mit euch leben und mit euch gehen in ein neues Jahr.                         | 1. Environné de calme et de puissance, gardé, consolé merveilleusement, j’aimerais vivre avec vous ces jours denses et ainsi commencer un Nouvel An.                          |
| 2. Noch will das alte unsre Herzen quälen, noch drückt uns böser Tage schwere Last. Ach Herr, gib unsern aufgeschreckten Seelen das Heil, für das du uns geschaffen hast.         | 2. Nos cœurs en peine souffrent le martyre des jours mauvais et durs du monde ancien. Seigneur, accorde aux âmes qui chavirent le salut que tu as promis aux tiens !          |
| 3. Und reichst du uns den schweren Kelch, den bittern des Leids, gefüllt bis an den höchsten Rand, so nehmen wir ihn dankbar ohne Zittern aus deiner guten und geliebten Hand.    | 3. Quand tu nous tends la coupe des souffrances remplie d’un fiel de deuil jusqu’à raz-bord, nous la prenons avec reconnaissance, car de ta main nous vient ce qui rend fort. |
| 4. Doch willst du uns noch einmal Freude schenken an dieser Welt und ihrer Sonne Glanz, dann wolln wir des Vergangenen gedenken, und dann gehört dir unser Leben ganz.            | 4. Pourtant, tu veux offrir la jouissance du monde et du soleil en leur splendeur. Rappelle-nous que le temps se distance et que nos vies sont en toi, Dieu Sauveur !         |
| 5. Laß warm und hell die Kerzen heute flammen, die du in unsre Dunkelheit gebracht, führ, wenn es sein kann, wieder uns zusammen. Wir wissen es, dein Licht scheint in der Nacht. | 5. Qu’aujourd’hui brillent, flambent tous les cierges que tu dressas dans notre obscurité. Réunis-nous, s’il se peut, sur tes berges, et dans la nuit fais luire ta clarté.   |
| 6. Wenn sich die Stille nun tief um uns breitet, so laß uns hören jenen vollen Klang der Welt, die unsichtbar sich um uns weitet, all deiner Kinder hohen Lobgesang.              | 6. Et si, alentour, s’étend le silence, fais-nous entendre, ô Dieu, le cri puissant de l’invisible monde d’où s'élance, autour de nous, le chant de tes enfants !             |
| 7. Von guten Mächten wunderbar geborgen, erwarten wir getrost, was kommen mag. Gott ist bei uns am Abend und am Morgen und ganz gewiß an jedem neuen Tag.                         | 7. Environné de force merveilleuse, nous attendons en paix ce qui viendra, car, avec Dieu, c’est une année heureuse, un temps nouveau qui pour nous s’ouvrira.                |

## Mélodies
Selon la base de données des œuvresde la GEMA le texte a été mis en musique par plus de 70 compositeurs (état : septembre 2017), par exemple par Joseph Gelineau en 1971 ou Kurt Grahl en 1976. Avec la mélodie d’Otto Abel de 1959, la chanson a été incluse dans la partie principale du Evangelisches Gesangbuch  sous le numéro 65 (dans le chapitre Au tournant de l’année) et dans le Livre de cantiques mennonite, sous le numéro 272 (dans le chapitre À travers l’année - Fin d’année et l’Épiphanie), dans certaines éditions régionales du Evangelisches Gesangbuch également avec la mélodie de Siegfried Fietz de 1970, qui peut être considérée comme la plus populaire. Les Églises régionales du Bade et du Wurtemberg comptent ce chant parmi les 33 « chants principaux » du Cantique protestant, qui sont destinés à être utilisés dans tous les domaines du travail ecclésial. Dans le livre de cantiques catholique Gotteslob, le chant a également été intégré avec la mélodie de Kurt Grahl sous le n° 430, et dans certaines parties diocésaines avec la mélodie de Fietz. Le recueil de cantiques vieux-catholiques Eingestimmt de 2003 contient le chant avec la mélodie de Fietz et les « anciennes » paroles (dactylographiées) (n° 643).
La mélodie de Siegfried Fietz « ne rencontre pas seulement l’approbation enthousiaste de la jeune génération ». Pour Jürgen Henkys, le fait qu’elle n’ait pourtant pas été reprise dans les parties principales des grands recueils de chants d’église s’explique moins par le fait qu’elle soit « orientée vers la musique populaire » que par l’utilisation de la déclaration d’objectif de Bonhoeffer comme refrain, qui perturbe la dynamique théologique et poétique.
Dans le recueil de chants de l'église méthodiste unie de 2002, le chant est repris avec la mélodie de Siegfried Fietz, sous le numéro 99.

## Divers
- Pour Dietrich Bonhoeffer, le son des cloches de l’église de la prison de Tegel était important : pendant son incarcération à la prison d’instruction de la Wehrmacht à Tegel, il écrivit à ses parents le dimanche 3 juillet 1943 : « Quand les cloches de l’église de la prison se mettent à sonner le samedi soir à 6 heures, c’est le plus beau moment pour écrire à la maison. C’est étrange de voir le pouvoir que les cloches ont sur l’homme et à quel point elles peuvent être insistantes. Tant de choses de la vie se rattachent à elles (...) Ce ne sont que de bons souvenirs, dont on est tout à coup entouré comme de bons esprits ; ce sont toujours en premier lieu de paisibles soirées d’été à Friedrichsbrunn qui me reviennent à l’esprit ». Les bons esprits qui l’entourent sont devenus à l’Avent 1944, dans son texte sans doute le plus connu, les « bonnes puissances » qui l’entourent fidèlement et silencieusement, lui et ses proches.
- Dans le cadre de la révision du recueil de chants protestants, l’Église protestante d’Allemagne a mené en 2021 l’enquête « Envoie-nous ton chant », à laquelle 10.000 personnes ont participé. Le chant « Von guten Mächten wunderbar umgeben » a été élu chant d’église le plus populaire, devant les chants « Geh aus, mein Herz, und suche Freud » et « Großer Gott, wir loben dich ».

## Littérature
- Albert Altenähr : « Des bonnes puissances ». Un poème chanté . Dans : Patrimoine et Mission, Vol. 78 (2002), pp.
- Jürgen Henkys : Entouré fidèlement et tranquillement par les bonnes forces . Dans : Hansjakob Becker et. a. : Corne de Miracle Spirituel . C H. Beck, Munich 2001,  (ISBN 3-406-48094-2), pp.
- Jutta Koslowski (éd.) : Entourée de bonnes forces. Dietrich Bonhoeffer. Une personne – un poème – une chanson. 2. édition. Présence, Bad Camberg 2022,  (ISBN 978-3-98549-004-2).
- Albrecht Schönherr, Wolfgang Fischer : 65 - Von guten Mächten treu und still umgeben. Dans : Gerhard Hahn, Jürgen Henkys (éd.) : Liederkunde zum Evangelischen Gesangbuch. Vandenhoeck & Ruprecht, Göttingen 2002,  (ISBN 3-525-50325-3), p. 36-41 (aperçu limité dans la recherche de livres Google).

## Liens web
- Siegfried Fietz chante « Von guen Mächten wunderbar geborgen » ( YouTube )
- (de) Martina Hergt, Kathrin Mette, « Von guten Mächten (EG 65) » [opus-Audio; 22,2 MB; 48:22 Minuten], sur Wochenliederpodcast, 25 décembre 2022 (consulté le 29 décembre 2022)